# 北原遙子
北原遥子（日语：／ Kitahara Yōko，1961年4月23日—1985年8月12日），本名吉田由美子，為日本女演員。1981年進入寶塚歌劇團而出道，1985年因日本航空123號班機空難而罹難。

## 生平
1961年生於愛知縣名古屋市千種區，成長於神奈川縣川崎市，從小便學習芭蕾和體操，並多次在體操比賽得名。原為寶塚歌劇團雪組成員，於1984年退團，後即以女演員的身分活躍於螢光幕前。
不幸於1985年日本航空123號班機空難中罹難死亡，得年24歲。
動漫《佐賀偶像是傳奇》的主角之一「紺野純子」似乎以此为原型。